# Calendar Girls (musical)
Calendar Girls è un musical con libretto di Tim Firth e colonna sonora di Gary Barlow, tratto dall'omonimo film di Nigel Cole. Il musical debuttò a Leeds nel 2015 con il titolo di The Girls, prima di andare in scena anche a Salford (2016), Londra (2017) e in una tournée britannica (2018). Al suo debutto londinese, il musical è stato candidato a tre Laurence Olivier Award, tra cui quello al miglior nuovo musical ed il premio alla migliore attrice protagonista per tutte e sei le girls:  Debbie Chazen, Sophie-Louise Dann, Michele Dotrice, Claire Machin, Claire Moore e Joanna Riding.

## Trama
Il marito di Annie, John, muore di leucemia e Chris, la migliore amica della vedova, decide di raccogliere soldi per comprare un nuovo divano per la sala d'attesa dell'ospedale. Chris decide di far posare le donne del club locale - simpatiche girls di mezz'età - per un calendario moderatamente osé. La proposta viene accolta freddamente all'inizio, ma poi le donne si ricredono e decidono di realizzare il progetto, con conseguenze inaspettate per la piccola comunità dello Yorkshire.

## Numeri musicali
Atto I
- "Yorkshire"
- "Girls"
- "Scarborough"
- "Who Wants a Silent Night?"
- "Very, Slightly, Almost"
- "Mrs Conventional"
- "The Flowers of Yorkshire"
- "Time Passing"
- "Sunflower"

Atto II
- "Dare"
- "Protect Me Less"
- "Girls (Reprise)"
- "So I've had a Little Work Done"
- "What Age Expects"
- "Killimanjaro"
- "Crazy Paving"
- "Dare (Reprise)"
- "My Russian Friend and I"
- "For One Night Only"
- "Sunflower of Yorkshire"